# Halcones UV Córdoba
Los Halcones UV Córdoba fue un equipo que participó en la Liga Nacional de Baloncesto Profesional con sede en Córdoba, Veracruz, México.

## Historia
A principios del año 2006, un grupo de empresarios, solicitaron al Gobernador del Estado, el Lic. Fidel Herrera Beltrán y al Rector de Universidad Veracruzana, Dr. Raúl Arias Lovillo, la creación de un equipo de baloncesto profesional para la ciudad de los 30 caballeros.
Es así como el Secretario de Educación, Víctor Arredondo Álvarez, junto con el entonces Presidente Municipal de la ciudad de Córdoba, Francisco Portilla Bonilla, se dan a la tarea de buscar una franquicia para la ciudad de los 30 Caballeros. Propósito que se concreta el 21 de octubre de 2006, cuando el Dr. Juan Manuel González Flores, Presidente Ejecutivo de Halcones UV; presentó ante empresarios, medios de comunicación y sociedad, el proyecto para instituir el equipo de básquetbol “Halcones UV-Córdoba”.
Para el 28 de septiembre de 2007, hace su primera aparición ante una fanaticada sedienta de baloncesto, el equipo profesional Halcones UV Córdoba, e inaugura su primera temporada en el recién remodelado Gimnasio El Mexicano.
En esta temporada, Halcones UV Córdoba, rompe expectativas, y bajo la guía del Dr. Ángel González Chávez, el equipo emplumado logra su primera final de zona, enfrentándose a sus hermanos Halcones UV Xalapa. Un encuentro que además de histórico, se convirtió en una fiesta UV. Con esto, Córdoba obtiene su primer título de Subcampeón de la zona sur.
Para la segunda campaña, los Halcones UV Córdoba, renuevan su plumaje, e incorporan un nuevo entrenador, el veterano y experimentado, Charles “Chuck” Skarshaug, quien agrega nuevos elementos al roster y repite la hazaña, al culminar el esfuerzo del equipo en una segunda final de zona cien por ciento UV.
Por segunda ocasión los dos equipos profesionales representativos de la Universidad Veracruzana y del estado de Veracruz, se enfrentaron en una guerra del sur, que finalizó con un segundo título de Subcampeonato de Zona para el equipo Halcones UV Córdoba.